# Live & Rare
Live & Rare — музичний альбом гурту Rage Against the Machine. Виданий 30 червня 1998 року лейблом Sony Records. Загальна тривалість композицій становить 57:50. Альбом відносять до напрямку рок/ репкор/ альтернативний метал.

## Список пісень
1. Bullet in the Head (живий запис) — 5:44
2. Settle for Nothing (живий запис) — 4:57
3. Bombtrack (живий запис) — 5:55
4. Take the Power Back (живий запис) — 6:13
5. Freedom (живий запис) — 6:00
6. Intro (Black Steel in the Hour of Chaos, live) — 3:42 (разом з  Chuck D і Public Enemy)
7. Zapata's Blood (живий запис) — 3:49
8. Without a Face (живий запис) — 4:06
9. Hadda be Playin' on the Jukebox (живий запис) — 8:04 (текст Allena Ginsberga)
10. Fuck tha Police (живий запис) (кавер пісні гурту NWA)
11. Darkness — 3:41
12. Clear the Lane — 3:50
13. The Ghost of Tom Joad (живий запис) — 5:22 (кавер пісні  Брюса Спрінгстіна)

## Сертифікації
| Регіон                                             | Сертифікація | Продажі  |
| -------------------------------------------------- | ------------ | -------- |
| Японія (RIAJ)                                      | Золотий      | 100 000^ |
| ^відвантаження, що базуються лише на сертифікаціях |              |          |